# Чернецкий, Александр Степанович
Александр Степанович Чернецкий (укр. Олександр Степанович Чернецький, р.17 февраля 1984) — украинский борец греко-римского стиля, призёр чемпионатов мира и Европы.

## Биография
Родился в 1984 году в Долине. В 2006 году стал бронзовым призёром чемпионата Европы. В 2008 году принял участие в Олимпийских играх в Пекине, но занял там лишь 17-е место. В 2015 году стал бронзовым призёром чемпионата мира.